# Franz Aepinus
Franz Ulrich Maria Theodor Aepinus (n. 13 decembrie 1724 la Rostock – d. 10 august 1802 la Sankt Petersburg) a fost un astronom, matematician, fizician și filozof german.

## Operă
Este cunoscut mai ales pentru cercetările sale teoretice și experimentale în domeniul electricității, magnetismului și opticii.
Lucrarea sa cea mai valoroasă, intitulată Tentamen Theoriae Electricitatis et Magnetismi, publicată la Sankt Petersburg în 1759, a fost prima încercare reușită de a trata acest subiect pe baze matematice și prin care a intuit esența fenomenelor magnetice înaintea lui Ørsted.
A construit primul electrofor și primul condensator electric. De asemenea, a perfecționat microscopul și a descoperit piroelectricitatea turmalinei.
Ca matematician, s-a ocupat cu stabilirea regulii semnelor în problema rezolvării ecuațiilor.
În 1755, a fost numit director al Observatorului Astronomic din Berlin, iar doi ani mai târziu a devenit membru al Academiei Ruse de Științe, iar în 1761 al Academiei Regale Suedeze de Științe.

## Scrieri
- 1759: Tentamen Theoriae Electricitatis et Magnetismi ("O încercare de teorie a electricității și magnetismului")
- 1761: De Distributione Caloris per Tellurem ("Despre distribuția căldurii pe suprafața Pământului").